# Ieremia Tabai
Ieremia Tienang Tabai (ur. 16 grudnia 1950 na atolu Nonouti na Wyspach Gilberta) – premier, a po uzyskaniu przez państwo niepodległości, pierwszy prezydent Kiribati, urzędujący w latach 1979–1991, z krótką przerwą na przełomie 1982 i 1983, członek Narodowej Partii Postępu.
Po zakończeniu trzeciej, ostatniej dopuszczalnej przez konstytucję, kadencji Tabai zajął się działalnością na arenie międzynarodowej, w latach 1992–1998 był sekretarzem generalnym Forum Wysp Pacyfiku, pozostał również aktywną postacią w życiu politycznym swojego kraju. Od 2003 jest ponownie deputowanym do parlamentu Kiribatii.